# Villanueva del Rosario
Villanueva del Rosario – gmina w Hiszpanii, w prowincji Malaga, w Andaluzji, o powierzchni 43,96 km². W 2011 roku gmina liczyła 3641 mieszkańców.